# Oust-Marest
Oust-Marest település Franciaországban, Somme megyében. Lakosainak száma 612 fő (2022. január 1.). Oust-Marest Ponts-et-Marais, Bouvaincourt-sur-Bresle, Méneslies és Saint-Quentin-la-Motte-Croix-au-Bailly községekkel határos.

## Népesség
A település népességének változása:
| Lakosok száma | 628  | 629  | 644  | 630  | 626  | 621  | 618  | 615  | 612  |
|               | 2013 | 2015 | 2016 | 2017 | 2018 | 2019 | 2020 | 2021 | 2022 |